# EM i svømning 2016
EM i svømning og vandsport 2016 fandt sted fra den 9. til den 22. maj 2016 i London, Storbritannien.

## Program
Konkurrencer efter disciplin:
- Svømning: 16.–22. maj
- Udspring: 9.–15. maj
- Synkron: 9.–13. maj

## Medaljeoversigt
Værtnation 
| Placering | Land           | Guld | Sølv | Bronze | Total |
| --------- | -------------- | ---- | ---- | ------ | ----- |
| 1         | Storbritannien | 10   | 11   | 12     | 33    |
| 2         | Ungarn         | 10   | 4    | 6      | 20    |
| 3         | Rusland        | 10   | 3    | 6      | 19    |
| 4         | Italien        | 8    | 13   | 11     | 32    |
| 5         | Ukraine        | 5    | 10   | 5      | 20    |
| 6         | Holland        | 5    | 4    | 2      | 11    |
| 7         | Frankrig       | 4    | 1    | 4      | 9     |
| 8         | Sverige        | 4    | 0    | 1      | 5     |
| 9         | Tyskland       | 3    | 1    | 0      | 4     |
| 10        | Danmark        | 2    | 4    | 1      | 7     |
| 11        | Polen          | 1    | 1    | 0      | 2     |
| 12        | Litauen        | 1    | 0    | 2      | 3     |
| 13        | Grækenland     | 1    | 0    | 1      | 2     |
| 14        | Spanien        | 0    | 3    | 6      | 9     |
| 15        | Island         | 0    | 2    | 1      | 3     |
| 16        | Israel         | 0    | 2    | 0      | 2     |
| 17        | Belgien        | 0    | 1    | 1      | 2     |
| 17        | Slovenien      | 0    | 1    | 1      | 2     |
| 19        | Norge          | 0    | 1    | 0      | 1     |
| 19        | Serbien        | 0    | 1    | 0      | 1     |
| 19        | Slovakiet      | 0    | 1    | 0      | 1     |
| 22        | Finland        | 0    | 0    | 2      | 2     |
| 23        | Østrig         | 0    | 0    | 1      | 1     |
| 23        | Kroatien       | 0    | 0    | 1      | 1     |
| 23        | Portugal       | 0    | 0    | 1      | 1     |
| Total     | Total          | 64   | 64   | 65     | 193   |

## Rekorder
| Konkurrence                    | Dato    | Runde      | Navn                                                                       | Nationalitet   | Tid      | Rekord |
| ------------------------------ | ------- | ---------- | -------------------------------------------------------------------------- | -------------- | -------- | ------ |
| 400 m medley kvinder           | 16. maj | Indledende | Katinka Hosszú                                                             | Ungarn         | 4:30.97  | CR     |
| 400 m fri mænd                 | 16. maj | Finale     | Gabriele Detti                                                             | Italien        | 3:44.01  | CR     |
| 400 m medley kvinder           | 16. maj | Finale     | Katinka Hosszú                                                             | Ungarn         | 4:30.90  | CR     |
| 50 m butterfly mænd            | 16. maj | Semifinale | Andriy Govorov                                                             | Ukraine        | 22.73    | CR     |
| 100 m bryst mænd               | 17. maj | Finale     | Adam Peaty                                                                 | Storbritannien | 58.36    | CR     |
| 100 m bryst kvinder            | 17. maj | Semifinale | Rūta Meilutytė                                                             | Litauen        | 1:06.16  | CR     |
| 100 m ryg kvinder              | 18. maj | Indledende | Mie Nielsen                                                                | Danmark        | 59.26    | CR     |
| 1500 m fri mænd                | 18. maj | Finale     | Gregorio Paltrinieri                                                       | Italien        | 14:34.04 | ER CR  |
| 200 m butterfly mænd           | 18. maj | Semifinale | László Cseh                                                                | Ungarn         | 1:54.29  | CR     |
| 100 m ryg kvinder              | 18. maj | Semifinale | Mie Nielsen                                                                | Danmark        | 59.16    | CR     |
| 200 m medley kvinder           | 19. maj | Finale     | Katinka Hosszú                                                             | Ungarn         | 2:07.30  | CR     |
| 100 m butterly kvinder         | 19. maj | Semifinale | Sarah Sjöström                                                             | Sverige        | 56.12    | CR     |
| 100 m ryg kvinder              | 19. maj | Finale     | Mie Nielsen                                                                | Danmark        | 58.73    | CR     |
| 200 m butterfly mænd           | 19. maj | Finale     | László Cseh                                                                | Ungarn         | 1:52.91  | CR     |
| 800 m fri mænd                 | 20. maj | Finale     | Gregorio Paltrinieri                                                       | Italien        | 7:42.33  | CR     |
| 100 m butterfly kvinder        | 20. maj | Finale     | Sarah Sjöström                                                             | Sverige        | 55.89    | CR     |
| 4x100 m mixed fri blandet hold | 20. maj | Finale     | Sebastiaan Verschuren Ben Schwietert Maud van der Meer Ranomi Kromowidjojo | Holland        | 3:23.64  | CR     |
| 1500 m fri kvinder             | 21. maj | Finale     | Boglárka Kapás                                                             | Ungarn         | 15:50.22 | CR     |
| 100 m butterfly mænd           | 21. maj | Finale     | László Cseh                                                                | Ungarn         | 50.86    | CR     |
| 50 m ryg kvinder               | 21. maj | Finale     | Francesca Halsall                                                          | Storbritannien | 27.57    | CR     |
| 50 m fri kvinder               | 22. maj | Finale     | Ranomi Kromowidjojo                                                        | Holland        | 24.07    | CR     |

## Svømning

### Medaljeoversigt
| Placering | Land           | Guld | Sølv | Bronze | Total |
| --------- | -------------- | ---- | ---- | ------ | ----- |
| 1         | Ungarn         | 10   | 4    | 5      | 19    |
| 2         | Storbritannien | 7    | 6    | 9      | 22    |
| 3         | Italien        | 5    | 7    | 5      | 17    |
| 4         | Holland        | 5    | 3    | 2      | 10    |
| 5         | Frankrig       | 4    | 1    | 4      | 9     |
| 6         | Sverige        | 4    | 0    | 1      | 5     |
| 7         | Danmark        | 2    | 4    | 1      | 7     |
| 8         | Ukraine        | 1    | 2    | 2      | 5     |
| 9         | Tyskland       | 1    | 1    | 0      | 2     |
| 9         | Polen          | 1    | 1    | 0      | 2     |
| 11        | Litauen        | 1    | 0    | 2      | 3     |
| 12        | Grækenland     | 1    | 0    | 1      | 2     |
| 13        | Spanien        | 0    | 3    | 3      | 6     |
| 14        | Island         | 0    | 2    | 1      | 3     |
| 15        | Israel         | 0    | 2    | 0      | 2     |
| 16        | Belgien        | 0    | 1    | 1      | 2     |
| 16        | Rusland        | 0    | 1    | 1      | 2     |
| 16        | Slovenien      | 0    | 1    | 1      | 2     |
| 19        | Norge          | 0    | 1    | 0      | 1     |
| 19        | Serbien        | 0    | 1    | 0      | 1     |
| 19        | Slovakiet      | 0    | 1    | 0      | 1     |
| 22        | Finland        | 0    | 0    | 2      | 2     |
| 23        | Kroatien       | 0    | 0    | 1      | 1     |
| 23        | Portugal       | 0    | 0    | 1      | 1     |
| Total     | Total          | 42   | 42   | 43     | 127   |

### Resultater

#### Mændenes konkurrencer
| Konkurrence         | Guld | Guld            | Sølv | Sølv     | Bronze | Bronze   |
| ------------------- | --- | --------------- | --- | -------- | --- | -------- |
| 50 m fri            | Florent Manaudou · Frankrig                                                                                                | 21.73           | Andriy Hovorov · Ukraine                                                                                                   | 21.79    | Benjamin Proud · Storbritannien                                                                                            | 21.85    |
| 100 m fri           | Luca Dotto · Italien | 48.25           | Sebastiaan Verschuren · Holland                                                                                            | 48.32    | Clément Mignon · Frankrig                                                                                                  | 48.36    |
| 200 m fri           | Sebastiaan Verschuren · Holland                                                                                            | 1:46.02         | Velimir Stjepanović · Serbien                                                                                              | 1:46.26  | James Guy · Storbritannien                                                                                                 | 1:46.42  |
| 400 m fri           | Gabriele Detti · Italien                                                                                                   | 3:44.01 CR      | Henrik Christiansen · Norge                                                                                                | 3:46.49  | Péter Bernek · Ungarn | 3:46.81  |
| 800 m fri           | Gregorio Paltrinieri · Italien                                                                                             | 7:42.33 CR      | Gabriele Detti · Italien                                                                                                   | 7:43.52  | Mykhailo Romanchuk · Ukraine                                                                                               | 7:47.99  |
| 1500 m fri          | Gregorio Paltrinieri · Italien                                                                                             | 14:34.04 ER, CR | Gabriele Detti · Italien                                                                                                   | 14:48.75 | Mykhailo Romanchuk · Ukraine                                                                                               | 14:50.33 |
|                     | |                 | |          | |          |
| 50 m ryg            | Camille Lacourt · Frankrig                                                                                                 | 24.77           | Richárd Bohus · Ungarn | 24.82    | Grigory Tarasevich · Rusland                                                                                               | 24.86    |
| 100 m ryg           | Camille Lacourt · Frankrig                                                                                                 | 53.79           | Grigory Tarasevich · Rusland                                                                                               | 53.89    | Simone Sabbioni · Italien · Apostolos Christou · Grækenland                                                                | 54.19    |
| 200 m ryg           | Radosław Kawęcki · Polen                                                                                                   | 1:55.98         | Yakov Toumarkin · Israel                                                                                                   | 1:56.97  | Danas Rapšys · Litauen | 1:57.22  |
|                     | |                 | |          | |          |
| 50 m bryst          | Adam Peaty · Storbritannien                                                                                                | 26.66           | Peter John Stevens · Slovenien                                                                                             | 27.09    | Ross Murdoch · Storbritannien                                                                                              | 27.31    |
| 100 m bryst         | Adam Peaty · Storbritannien                                                                                                | 58.36 CR        | Ross Murdoch · Storbritannien                                                                                              | 59.73    | Giedrius Titenis · Litauen                                                                                                 | 1:00.10  |
| 200 m bryst         | Ross Murdoch · Storbritannien                                                                                              | 2:08.33         | Marco Koch · Tyskland | 2:08.40  | Luca Pizzini · Italien | 2:10.39  |
|                     | |                 | |          | |          |
| 50 m butterfly      | Andriy Hovorov · Ukraine                                                                                                   | 22.92           | László Cseh · Ungarn | 23.31    | Benjamin Proud · Storbritannien                                                                                            | 23.34    |
| 100 m butterfly     | László Cseh · Ungarn | 50.86 CR        | Konrad Czerniak · Polen | 51.22    | Mehdy Metella · Frankrig                                                                                                   | 51.70    |
| 200 m butterfly     | László Cseh · Ungarn | 1:52.91 CR      | Viktor Bromer · Danmark | 1:55.35  | Tamás Kenderesi · Ungarn                                                                                                   | 1:55.39  |
|                     | |                 | |          | |          |
| 200 m medley        | Andreas Vazaios · Grækenland                                                                                               | 1:58.18         | Gal Nevo · Israel | 1:59.69  | Alexis Manaças Santos · Portugal                                                                                           | 1:59.76  |
| 400 m medley        | Dávid Verrasztó · Ungarn                                                                                                   | 4:13.15         | Richárd Nagy · Slovakiet                                                                                                   | 4:14.16  | Federico Turrini · Italien                                                                                                 | 4:14.74  |
|                     | |                 | |          | |          |
| 4×100 m fri hold    | Frankrig · William Meynard (49.57) · Florent Manaudou (47.64) · Fabien Gilot (48.26) · Clément Mignon (48.01)              | 3:13.48         | Italien · Luca Dotto (48.03) · Luca Leonardi (48.47) · Jonathan Boffa (49.21) · Filippo Magnini (48.58)                    | 3:14.29  | Belgien · Glenn Surgeloose (48.75) · Jasper Aerents (49.31) · Dieter Dekoninck (48.87) · Pieter Timmers (47.37)            | 3:14.30  |
| 4×200 m fri hold    | Holland · Dion Dreesens (1:47.92) · Maarten Brzoskowski (1:46.55) · Kyle Stolk (1:47.88) · Sebastiaan Verschuren (1:45.47) | 7:07.82         | Belgien · Louis Croenen (1:48.47) · Glenn Surgeloose (1:46.12) · Dieter Dekoninck (1:47.70) · Pieter Timmers (1:45.99)     | 7:08.28  | Italien · Andrea Mitchell D'Arrigo (1:47.57) · Filippo Magnini (1:47.82) · Luca Dotto (1:47.52) · Gabriele Detti (1:45.39) | 7:08.30  |
|                     | |                 | |          | |          |
| 4×100 m medley hold | Storbritannien · Chris Walker-Hebborn (54.23) · Adam Peaty (58.08) · James Guy (51.69) · Duncan Scott (48.15)              | 3:32.15         | Frankrig · Benjamin Stasiulis (54.73) · Giacomo Perez-Dortona (1:00.23) · Mehdy Metella (51.38) · Florent Manaudou (47.55) | 3:33.89  | Ungarn · Gábor Balog (54.40) · Gábor Financsek (1:01.45) · László Cseh (50.33) · Richárd Bohus (47.94)                     | 3:34.12  |

#### Kvindernes konkurrencer
| Konkurrence         | Guld | Guld        | Sølv | Sølv     | Bronze | Bronze   |
| ------------------- | --- | ----------- | --- | -------- | --- | -------- |
| 50 m fri            | Ranomi Kromowidjojo · Holland                                                                                                  | 24.07 CR    | Francesca Halsall · Storbritannien                                                                                    | 24.44    | Jeanette Ottesen · Danmark                                                                                               | 24.61    |
| 100 m fri           | Sarah Sjöström · Sverige | 52.82       | Ranomi Kromowidjojo · Holland                                                                                         | 53.24    | Femke Heemskerk · Holland                                                                                                | 53.72    |
| 200 m fri           | Federica Pellegrini · Italien                                                                                                  | 1:55.93     | Femke Heemskerk · Holland                                                                                             | 1:55.97  | Charlotte Bonnet · Frankrig                                                                                              | 1:56.51  |
| 400 m fri           | Boglárka Kapás · Ungarn | 4:03.47     | Jazmin Carlin · Storbritannien                                                                                        | 4:04.85  | Mireia Belmonte · Spanien                                                                                                | 4:06.89  |
| 800 m fri           | Boglárka Kapás · Ungarn | 8:21.40     | Jazmin Carlin · Storbritannien                                                                                        | 8:23.52  | Tjaša Oder · Slovenien                                                                                                   | 8:25.68  |
| 1500 m fri          | Boglárka Kapás · Ungarn | 15:50.22 CR | Mireia Belmonte · Spanien                                                                                             | 16:00.20 | Maria Vilas · Spanien | 16:01.25 |
|                     | |             | |          | |          |
| 50 m ryg            | Francesca Halsall · Storbritannien                                                                                             | 27.57 CR    | Mie Nielsen · Danmark                                                                                                 | 27.77    | Georgia Davies · Storbritannien                                                                                          | 27.87    |
| 100 m ryg           | Mie Nielsen · Danmark | 58.73 CR    | Katinka Hosszú · Ungarn                                                                                               | 58.94    | Kathleen Dawson · Storbritannien                                                                                         | 59.68    |
| 200 m ryg           | Katinka Hosszú · Ungarn | 2:07.01     | Daryna Zevina · Ukraine                                                                                               | 2:07.48  | Matea Samardžić · Kroatien                                                                                               | 2:09.24  |
|                     | |             | |          | |          |
| 50 m bryst          | Jennie Johansson · Sverige | 30.81       | Hrafnhildur Lúthersdóttir · Island                                                                                    | 30.91    | Jenna Laukkanen · Finland                                                                                                | 30.95    |
| 100 m bryst         | Rūta Meilutytė · Litauen | 1:06.17     | Hrafnhildur Lúthersdóttir · Island                                                                                    | 1:06.45  | Chloe Tutton · Storbritannien                                                                                            | 1:07.50  |
| 200 m bryst         | Rikke Møller Pedersen · Danmark                                                                                                | 2:21.69     | Jessica Vall · Spanien                                                                                                | 2:22.56  | Hrafnhildur Lúthersdóttir · Island                                                                                       | 2:22.96  |
|                     | |             | |          | |          |
| 50 m butterfly      | Sarah Sjöström · Sverige | 24.99       | Jeanette Ottesen · Danmark                                                                                            | 25.44    | Francesca Halsall · Storbritannien                                                                                       | 25.48    |
| 100 m butterfly     | Sarah Sjöström · Sverige | 55.89 CR    | Jeanette Ottesen · Danmark                                                                                            | 56.83    | Ilaria Bianchi · Italien                                                                                                 | 57.52    |
| 200 m butterfly     | Franziska Hentke · Tyskland | 2:07.23     | Liliána Szilágyi · Ungarn                                                                                             | 2:07.24  | Judit Ignacio · Spanien                                                                                                  | 2:07.52  |
|                     | |             | |          | |          |
| 200 m medley        | Katinka Hosszú · Ungarn | 2:07.30 CR  | Siobhan-Marie O'Connor · Storbritannien                                                                               | 2:09.03  | Hannah Miley · Storbritannien                                                                                            | 2:11.84  |
| 400 m medley        | Katinka Hosszú · Ungarn | 4:30.90 CR  | Hannah Miley · Storbritannien                                                                                         | 4:35.27  | Zsuzsanna Jakabos · Ungarn                                                                                               | 4:38.39  |
|                     | |             | |          | |          |
| 4×100 m fri hold    | Holland · Maud van der Meer (54.68) · Femke Heemskerk (52.80) · Marrit Steenbergen (53.82) · Ranomi Kromowidjojo (52.50)       | 3:33.80     | Italien · Silvia Di Pietro (55.00) · Erika Ferraioli (54.18) · Aglaia Pezzato (55.04) · Federica Pellegrini (53.46)   | 3:37.68  | Sverige · Sarah Sjöström (53.48) · Ida Marko-Varga (54.90) · Ida Lindborg (54.45) · Louise Hansson (55.01)               | 3:37.84  |
| 4×200 m fri hold    | Ungarn · Zsuzsanna Jakabos (1:58.60) · Evelyn Verrasztó (1:58.16) · Boglárka Kapás (1:58.22) · Katinka Hosszú (1:56.65)        | 7:51.63     | Spanien · Melanie Costa (1:58.69) · Patricia Castro (1:58.21) · Fatima Gallardo (1:58.63) · Mireia Belmonte (1:57.85) | 7:53.38  | Holland · Andrea Kneppers (2:00.19) · Esmee Vermeulen (1:58.53) · Robin Neumann (1:59.75) · Femke Heemskerk (1:55.16)    | 7:53.63  |
|                     | |             | |          | |          |
| 4×100 m medley hold | Storbritannien · Kathleen Dawson (59.82) · Chloe Tutton (1:06.94) · Siobhan-Marie O'Connor (57.69) · Francesca Halsall (54.12) | 3:58.57     | Italien · Carlotta Zofkova (1:01.07) · Martina Carraro (1:07.18)) · Ilaria Bianchi (58.36) · Erika Ferraioli (54.12)  | 4:00.73  | Finland · Mimosa Jallow (1:00.42) · Jenna Laukkanen (1:06.42) · Emilia Pikkarainen (59.56) · Hanna-Maria Seppälä (55.09) | 4:01.49  |

## Udspring

### Medaljeoversigt
| Placering | Land           | Guld | Sølv | Bronze | Total |
| --------- | -------------- | ---- | ---- | ------ | ----- |
| 1         | Storbritannien | 3    | 5    | 3      | 11    |
| 2         | Italien        | 3    | 3    | 0      | 6     |
| 3         | Ukraine        | 3    | 2    | 3      | 8     |
| 4         | Rusland        | 2    | 2    | 5      | 9     |
| 5         | Tyskland       | 2    | 0    | 0      | 2     |
| 6         | Holland        | 0    | 1    | 0      | 1     |
| 7         | Østrig         | 0    | 0    | 1      | 1     |
| 7         | Ungarn         | 0    | 0    | 1      | 1     |
| Total     | Total          | 13   | 13   | 13     | 39    |

## Synkronsvømning

### Medaljeoversigt
| Placering | Land    | Guld | Sølv | Bronze | Total |
| --------- | ------- | ---- | ---- | ------ | ----- |
| 1         | Rusland | 8    | 0    | 0      | 8     |
| 2         | Ukraine | 1    | 6    | 0      | 7     |
| 3         | Italien | 0    | 3    | 6      | 9     |
| 4         | Spanien | 0    | 0    | 3      | 3     |
| Total     | Total   | 9    | 9    | 9      | 27    |